# Diabaly
Diabaly (auch Diabali und Diabal bei Google Maps) ist eine kleine Stadt und ländliche Siedlung im Kreis Niono in der Region Ségou in Mali. Die Gemeinde hat eine Größe von 1538 km² und besteht aus 28 Dörfern sowie der Stadt. Bei der Volkszählung im Jahr 2009 hatte die Gemeinde 35.266 Einwohner. Die Stadt liegt 50 km nördlich von Niono auf der Westseite des Fala de Molodo Kanals, der ein Teil des Niger-Bewässerungsprogramms ist. Die Felder um die Stadt werden bewässert, aber ein großer Teil der Kommune liegt im Osten der Fala de Molodo in einem Bereich ohne Bewässerung.

## Nordmali-Konflikt
Ereignisse im Zusammenhang mit dem Nordmali-Konflikt in Diabaly im September 2012 und im Januar 2013.

### Massaker im September 2012
Am Abend des 8. September 2012 trafen 17 unbewaffnete Dawa-Tablighi-Prediger aus Mauretanien am Grenzübergang in Dogofry, 15 km nördlich von Diabaly ein, welche an einer religiösen Konferenz in Bamako teilnehmen wollten. Sie wurden verdächtigt, Islamisten zu sein, von Soldaten der Armee Malis arrestiert und 16 von ihnen später im Armeestützpunkt Diabaly erschossen.
Associated Press berichtet, dass die Soldaten das Massaker aus eigenem Antrieb durchführte und dabei nicht nur die normalen Einsatzbefehle, sondern auch ihre Kommandostruktur ignorierten. Die malische Regierung sprach ihr tiefstes Beleid aus, lehnte aber die Verantwortung für das Massaker ab.

### Besetzung durch die Rebellen im Januar 2013
Am 14. Januar 2013 besetzten fünf Fahrzeuge der oppositionellen Streitmacht Diabaly, nachdem sie durch die Französische Luftwaffe angegriffen wurden. Die oppositionelle Gruppe kämpfte ungefähr 10 Stunden mit der malischen Armee und standen 200 m vor der malischen Armeebasis. Nach Berichten vom 20. Januar 2013 griff die französische Luftwaffe am Dienstag, 15. Januar, die Islamisten in Diabaly an, ab Mittwoch lieferten sich französische und malische Bodentruppen Kämpfe mit den bewaffneten Gruppen und am Sonntag wurde die Rückeroberung gemeldet.